# 雄作戦
雄作戦（ゆうさくせん）とは、第二次世界大戦における太平洋戦争（大東亜戦争）において、日本海軍の軍令部が1944年前半に企画し、連合艦隊が中部太平洋方面でアメリカ海軍の空母機動部隊および前進根拠地に対し実施予定だった奇襲作戦である。1944年3月末、パラオ大空襲にともない連合艦隊司令部が遭難する海軍乙事件が発生し、実行不能となり消滅した。

## 経緯
1943年（昭和18年）4月18日の海軍甲事件により、山本五十六連合艦隊司令長官が戦死した。後任の古賀峯一長官と福留繁参謀長以下の新司令部は、連合国軍の攻勢に対しZ作戦を立案した。
同年10月下旬、連合軍はカートホイール作戦によりソロモン諸島戦線とニューギニア戦線で勝利を重ねた末、ブーゲンビル島に上陸してビスマルク諸島（ニューブリテン島ラバウル、ニューアイルランド島カビエン）に迫った。日本海軍の連合艦隊はろ号作戦を発動し、トラック泊地を根拠地としていた空母機動部隊より母艦航空兵力をブーゲンビル島沖航空戦に投入、大幅に消耗してしまう。
日本海軍の空母機動部隊は海上作戦が不可能となった。
一方のアメリカ海軍の太平洋艦隊（司令長官チェスター・ニミッツ提督）は、エセックス級航空母艦やインディペンデンス級航空母艦を基幹戦力として空母機動部隊を整備し、1943年後半には中部太平洋のギルバート諸島に対し反攻作戦を開始した（マキンの戦い、タラワの戦い）。
空母機動部隊を活用したアメリカ海軍の中部太平洋での攻勢に対し、ラバウル空襲とろ号作戦で消耗した連合艦隊は対応できず、12月以降もアメリカ太平洋艦隊の猛攻に晒された。
連合軍の飛び石作戦と、その原動力となったアメリカ海軍の空母機動部隊は、日本軍の絶対国防圏にとって重大な脅威であった。このような状況下、敵空母機動部隊がマーシャル諸島の前進根拠地に補給や休養のため停泊中のところを奇襲して打撃を与えようと企図した作戦計画が、雄作戦である。第一機動艦隊と基地航空部隊、さらに潜水艦部隊も投入予定であった。

## 作戦概要
1944年（昭和19年）1月末、アメリカ海軍の大艦隊はマーシャル諸島に来襲（フリントロック作戦）、クェゼリンの戦いの末に同諸島を占領して、内南洋を制圧した。そしてクェゼリン諸島のメジュロ環礁を艦隊の根拠地に整備した。アメリカ海軍は遠からず中部太平洋方面で攻勢に出ると予想され、それに対処するため大本営が立案したのが雄作戦である。アメリカの策源地であるマーシャル諸島泊地を目標として、真珠湾攻撃を再現する構想であった。すでにアメリカ軍に油断はないため攻撃は夜間に実施、しかも航空部隊の搭乗員が未熟であることから月夜の奇襲を行う。源田によれば、作戦は以下のようなものであったという。
- 日本海軍の空母機動部隊は青森県陸奥湾に集結し、マーシャル諸島群島北方からメジュロ環礁を急襲する。
- 基地航空部隊はマリアナやカロリン方面に展開、南鳥島やウェーク島を前進基地として使用し、大型機で空襲をおこなう。
- 先遣部隊（第六艦隊）の潜水艦はあらかじめメジュロ環礁周辺に進出し、特四式内火艇（潜水艦に搭載可能な水陸両用戦車）で泊地水中攻撃も行う[29]。

大本営海軍部（軍令部）において源田実航空部員と藤森康男潜水艦部員を中心に、雄作戦の立案が行われた。
当時の日本海軍では艦隊や航空部隊の再編がおこなわれており、1944年（昭和19年）2月15日に第一航空艦隊（司令長官角田覚治中将、参謀長三和義勇大佐、作戦参謀淵田美津雄中佐）が新編された。
同時期には連合艦隊旗艦「武蔵」がトラック泊地より横須賀に帰投して、古賀峯一大将以下連合艦隊司令部が大本営と打ち合わせをおこなう。折しも2月17日のトラック島空襲でチューク諸島は壊滅的被害を受け、連合艦隊は前進根拠地をトラック泊地からパラオに変更した。3月1日には第一機動艦隊（司令長官小沢中将、第三艦隊長官兼務）が新編された。「雄作戦」はこのような状況下で立案された。
3月22日、軍令部総長官邸で研究会が行われる。軍令部次長伊藤整一中将は「着想には賛成する。しかし自分の力にあった作戦でなければならない、奇襲としてはパラオに集合した際にばれ2，3日前に敵が策を講じる、うまくいっても敵は補充が可能である」と意見し、マリアナ～カロリンでの迎撃後、追撃戦として行うことを提案する。塚原二四三軍令部次長は「マリアナカロリンで確実に勝てるとは言えないため奇襲ができるならしたい、ただ作戦に相当無理がある、機動艦隊で敵航空母艦を目標として身軽にしてはどうか」と意見した。源田部員は「第61航空戦隊だけなら9～7隻撃破できるが全滅する、最も確実安全な方法は銀河数機によるゲリラ戦で累積効果を狙うことであるが、時間はかかる」と意見する。
同年3月25日から26日、山本親雄軍令部作戦課長が源田部員と藤森部員を連れてパラオ諸島に赴き、連合艦隊司令部に作戦説明をおこなった。「1944年6月8日満月の日に決行の予定」として、おおむね合意は得られていた。しかし冒険的な計画であり、まだ燃料、航空戦力持続力、水上部隊準備、攻略各戦など検討を必要としていた。源田は連合艦隊司令部の雰囲気について「この作戦には若干批判的な空気が多く、結論を持ち越しにして我々は司令部を辞した。」と回想している。
同時期、アメリカ空母機動部隊接近の情報により、パラオ所在の連合艦隊は退避を開始した。3月29日、「武蔵」と第17駆逐隊は臨時に遊撃部隊（第二艦隊）へ編入されていたが、これをアメリカ軍潜水艦「タニー」が襲撃し、被雷した「武蔵」が小破した。
つづいて生起した3月30日のパラオ大空襲に起因して、二式飛行艇に分乗してパラオからミンダナオ島ダバオへ移動しようとした連合艦隊司令部は、3月31日の海軍乙事件で遭難した。海軍乙事件による混乱により、雄作戦は実施されなかった。
軍令承行令により次席指揮官の南西方面艦隊司令長官高須四郎中将（海兵35期）が、連合艦隊の作戦指揮をとる。
このあと5月3日付で再編された連合艦隊司令部（司令長官豊田副武大将、草鹿龍之介参謀長）は、麾下の航空艦隊や中部太平洋方面艦隊と共に「あ号作戦」を準備し、雄作戦は実現しなかった。
なお特四式内火艇による上陸奇襲計画は竜巻作戦として、「あ号作戦」に組み込まれた。マリアナ沖海戦やサイパン陥落、テニアンやグアム失陥後、ウルシー環礁の艦隊根拠地と空母機動部隊に対し、航空作戦として丹作戦が、人間魚雷回天による特攻が玄作戦として実施された。
山本親雄は「作戦のやり方は連合艦隊司令長官の方寸にあり、大本営は強要するべきものではない。しかし、中央でなければ判らぬことも多いので大本営として着想を示し、この実行の具体策は最高指揮官に一任する方針であった」と語っている。源田実は戦後「今考えると珊瑚海海戦あたりから敵にこちらの情報が読まれている節があり実施したとしても奇襲が成立せず当方が予期したような成果を挙げることが出来たか疑問である」と話している。